# Los muchachos de antes no usaban arsénico
 Los muchachos de antes no usaban arsénico és una pel·lícula argentina de comèdia negra de 1976 dirigida per José Martínez Suárez segons el seu propi guió, escrit en col·laboració amb Gius. És protagonitzada per Narciso Ibáñez Menta, Bárbara Mujica, Mecha Ortiz, Arturo García Buhr i Mario Soffici. El personatge que interpreta Soffici havia estat pensat inicialment per a Pedro López Lagar. Va ser filmada en Eastmancolor i es va estrenar el 22 d'abril de 1976.
El film, que inclou fragments de Madame Bovary (1947, dirigida per Carlos Schlieper), va competir en la preselecció per als Premis Oscar de 1976. Va ser l'última pel·lícula en la qual va intervenir el gran actor i director Mario Soffici.

## Sinopsi
Una actriu retirada viu amb el seu marit, el seu exmetge i el seu exadministrador en una casona allunyada. Els tres homes -molt units entre si- s'oposen a l'actriu quan aquesta vol vendre la casa i una jove arriba per tractar de convèncer-los.

## Repartiment
Van actuar en el film els següents intèrprets:
- Mecha Ortiz …Mara Ordaz
- Narciso Ibáñez Menta …Norberto Imbert
- Bárbara Mujica …Laura Otamendi
- Arturo García Buhr …Pedro
- Mario Soffici …Martín Saravia

## Comentaris
A Convicción Homero Alsina Thevenet va escriure:
| « | ” El film no està situat en l'humor negre, sinó, com ho digués el seu autor, en l'humor gris, apte per al somriure. Per a públics joves serà una comèdia divertida; per als veterans serà un cinema irònic sobre el sistema d'estrelles formulat per les estrelles mateixes.” | » |

La Nación va opinar:
| « | ”procura suggerir, en una atmosfera alhora riallera i desorientada que el mal i el bé estan en la naturalesa humana…al punt que el crim pot assumir la innocència d'un joc de nens.” | » |

Manrupe i Portela escriuen 
| « | ”Inusual exercici sobre el cinisme, l'amistat masculina i la misogínia en un estil Billy Wilder amb aclucades d'ull a la vella indústria local. Un clàssic de la mala intenció.” | » |

El suplement Radar de Página/12 va considerar el 2006:
| « | «Estrenada a pocs dies del cop (el 22 d'abril), l'aïllament, el tancament i la mort conformen les notes dominants i tristament profètiques d'aquesta extraordinària comèdia d'humor negre que es compta, indubtablement, entre les poques obres mestres del cinema argentí.» | » |

## Adaptació
El 2019 va ser estrenada una adaptació argentina del film de Martínez Suárez. El film, estrenat com El cuento de las comadrejas (i originalment titulada Regreso triunfal) va ser coescrito, coproduït i dirigit per Juan José Campanella, adaptant l'argument de Los muchachos de antes no usaban arsénico. És protagonitzada per un repartiment coral, compost per Graciela Borges, Oscar Martínez, Marcos Mundstock i Luis Brandoni.